# 初期の台風クラブ
「初期の台風クラブ」（しょきのたいふうクラブ）は、日本のロックバンド台風クラブのアルバム。2017年8月23日にMastard Recordsよりリリースされた。

## 概要
本作は、タイトルが示す通り、2013年より活動するバンドの初期作品を集めたアルバムをコンセプトに制作され、これまでリリースされたシングル、EPを中心に選曲され、新録曲を含む10曲が収録されている。アルバムはCDアルバム、LPレコードのフィジカルの他、各種音楽配信、ストリーミング配信形態で販売されている。

## 評価・チャート成績
「初期の台風クラブ」は、2018年に発表された第10回CDショップ大賞の2次ノミネート作品に選出された。アルバムは60年代70年代の日本語ロックに通ずる趣が評価を受け、PUNPEEの「MODERN TIMES」と共に準大賞を獲得した。アルバムへ投票したタワーレコードの永井は「今のシーンにこのようなバンドが出てきたことが衝撃でした」とコメントした。
また、9月4日付けのオリコン週間アルバムランキングの96位へチャートインした。

## 収録曲
| 全作曲: 石塚淳、全編曲: 江添恵介（渚のベートーベンズ）。 |                            |       |            |      |
| #                                                        | タイトル                   | 作詞  | 作曲・編曲 | 時間 |
| 1.                                                       | 「台風銀座」               |       | 石塚淳     | 2:34 |
| 2.                                                       | 「ついのすみか」           |       | 石塚淳     | 2:41 |
| 3.                                                       | 「ずる休み」               |       | 石塚淳     | 3:38 |
| 4.                                                       | 「ダンスフロアのならず者」 |       | 石塚淳     | 3:13 |
| 5.                                                       | 「相棒」                   |       | 石塚淳     | 3:29 |
| 6.                                                       | 「春は昔」                 |       | 石塚淳     | 3:14 |
| 7.                                                       | 「42号線」                 |       | 石塚淳     | 2:36 |
| 8.                                                       | 「処暑」                   |       | 石塚淳     | 3:31 |
| 9.                                                       | 「飛・び・た・い」         |       | 石塚淳     | 3:18 |
| 10.                                                      | 「まつりのあと」           |       | 石塚淳     | 3:53 |
| 合計時間:                                                | 合計時間:                  | 32:07 |            |      |

## クレジット
- ドラム録音 - 佐藤輝（field STUDIO）
- 録音 - 台風クラブ
- ミックス - 江添恵介（渚のベートーベンズ）
- マスタリング - 吉川昭仁（Studio Dede）
- 写真 - 吉岡誉晃
- LBジャケット画 - KING JOE（SOFT,HELL!!）
- CD題字 - 田中ちえ
- デザイン - 石塚淳
- 制作・進行 - 須藤朋寿（Mastard Records）